# Кирхардт
Кирхардт (њем. Kirchardt) општина је у њемачкој савезној држави Баден-Виртемберг. Једно је од 46 општинских средишта округа Хајлброн. Према процјени из 2010. у општини је живјело 5.435 становника. Посједује регионалну шифру (AGS) 8125049.

## Географски и демографски подаци
Кирхардт се налази у савезној држави Баден-Виртемберг у округу Хајлброн. Општина се налази на надморској висини од 227 метара. Површина општине износи 21,5 km². У самом мјесту је, према процјени из 2010. године, живјело 5.435 становника. Просјечна густина становништва износи 253 становника/km².